# Driekske van Bussel
Hendrikus van Bussel, detto Driekske (Asten, 18 novembre 1868 – Helmond, 27 aprile 1951), è stato un arciere olandese.

## Palmarès

### Olimpiadi
- 1 medaglia:
  - 1 oro (Anversa 1920 nel Target Archery 28 metri a squadre)